# Ditaxis meridiei
Ditaxis meridiei är en insektsart som beskrevs av Christine Lynette Lambkin 1986. Ditaxis meridiei ingår i släktet Ditaxis och familjen fångsländor. Inga underarter finns listade i Catalogue of Life.